# Patrobus foveocollis
Patrobus foveocollis är en skalbaggsart som beskrevs av Johann Friedrich von Eschscholtz. Patrobus foveocollis ingår i släktet Patrobus och familjen jordlöpare. Inga underarter finns listade i Catalogue of Life.